# John Shae Perring
John Shae Perring (1813–1869) fue un ingeniero británico, antropólogo y egiptólogo, que destacó por su trabajo excavando y documentando pirámides egipcias.
En 1837 Perring y el arqueólogo británico Richard William Howard Vyse empezaron a excavar en Guiza; uniéndose a ellos el italiano Giovanni Battista Caviglia. Utilizaron pólvora para entrar en varios monumentos y buscar cámaras ocultas, así alcanzaron la cámara funeraria de la Pirámide de Micerino, documentando todos sus pasos y hallazgos. Cuando Caviglia dejó el equipo para trabajar independientemente, Perring se convirtió en el ayudante de Vyse y cuando este regresó a Inglaterra en 1837 Perring continuó la excavación con el apoyo financiero de Vyse.
Como parte de su trabajo Perring creó varios mapas, planos y secciones transversales de las pirámides de Abu Roasch, Guiza, Abusir, Saqqara y Dahshur.  Fue el primero en explorar el interior de la Pirámide de Userkaf en Saqqara en 1839, a través de un túnel de ladrones de tumbas descubierto por Orazio Marucchi en 1831. Perring pensó que la pirámide perteneció a Djedkara. La pirámide fue correctamente identificada por el egiptólogo Cecil Firth en 1928, pero Firth murió en 1931 y las excavaciones allí no se reanudaron hasta 1948, con Jean-Philippe Lauer. Perring abrió la entrada norte de la Pirámide Acodada y escribió algún grafiti dentro de la cercana Pirámide Roja en Dahshur, los cuales todavía se pueden ver hoy.
El trabajo de Perring dio como resultado sus tres volúmenes "Las Pirámides de Gizeh", publicados de 1839 a 1842. Vyse también publicó los bocetos de Perring en el tercer volumen de su propio trabajo en tres partes " Apéndice de las operaciones realizadas en las Pirámides de Gizeh en 1837".